# If I Were King
If I Were King (bra: Se Eu Fora Rei, ou Se Eu Fosse Rei) é um filme estadunidense de 1938, dos gêneros aventura histórica e drama biográfico, dirigido por Frank Lloyd, com roteiro de Preston Sturges baseado na peça teatral homônima de Justin Huntly McCarthy.
Estrelada por Ronald Colman e Basil Rathbone, é considerada pelo crítico John Douglas Eames a melhor versão dessa peça, que já fora adaptada para o cinema em 1920 como If I Were King, em 1927 como The Beloved Rogue e em 1930 como The Vagabond King.
O filme recebeu quatro indicações para o Oscar 1939, incluindo melhor ator coadjuvante para Basil Rathbone.

## Sinopse
França, segunda metade do século 15. Paris está cercada pelo duque da Burgúndia. O cruel rei Luís 11 suspeita de traição e, disfarçado, mistura-se ao povo, faminto àquela altura. Descobre que o traidor é o condestável D'Aussigny, que é morto por François Villon, o trovador que assalta os armazéns reais enquanto tece versos de desprezo à Sua Majestade. O rei captura o poeta e faz dele o novo condestável, para mostrar-lhe que, mesmo com todo o poder nas mãos, não é fácil governar nem mesmo uma cidade, quanto mais um reino inteiro. François leva a sério suas novas responsabilidades e demonstra habilidade para distribuir justiça entre os súditos, ainda que falhe ao tentar mobilizar os exércitos contra o cerco. Para atrapalhar, ele e a dama de companhia Catherine de Vaucelles se apaixonam; para piorar, o rei revela que o mandará enforcar. É hora de fugir.

## Elenco
| Ator/Atriz       | Personagem             |
| ---------------- | ---------------------- |
| Ronald Colman    | François Villon        |
| Basil Rathbone   | Rei Luís 11            |
| Frances Dee      | Catherine de Vaucelles |
| Ellen Drew       | Huguette               |
| C. V. France     | Padre Villon           |
| Henry Wilcoxon   | Capitão da torre       |
| Heather Thatcher | Rainha                 |
| Stanley Ridges   | René de Montigny       |
| Bruce Lester     | Noel de Jolys          |
| Alma Lloyd       | Colette                |
| Sidney Toler     | Robin Turgis           |
| John Miljan      | Thibaut d'Aussigny     |

## Prémios e indicações
| Prémio     | Categoria                                                                                       | Resultado |
| ---------- | ----------------------------------------------------------------------------------------------- | --------- |
| Oscar 1939 | Melhor ator coadjuvante (Basil Rathbone) Melhor direção de arte Melhor som Melhor trilha sonora | indicado  |